# Vier Tage von Dünkirchen 2008
Die 54. Vier Tage von Dünkirchen fanden vom 6. bis 11. Mai 2008 statt. Das Radrennen wurde in sechs Etappen über eine Distanz von 1065,4 Kilometern ausgetragen. Es ist Teil der UCI Europe Tour 2008 und dort in die höchste Kategorie 2.HC eingestuft.

## Etappen

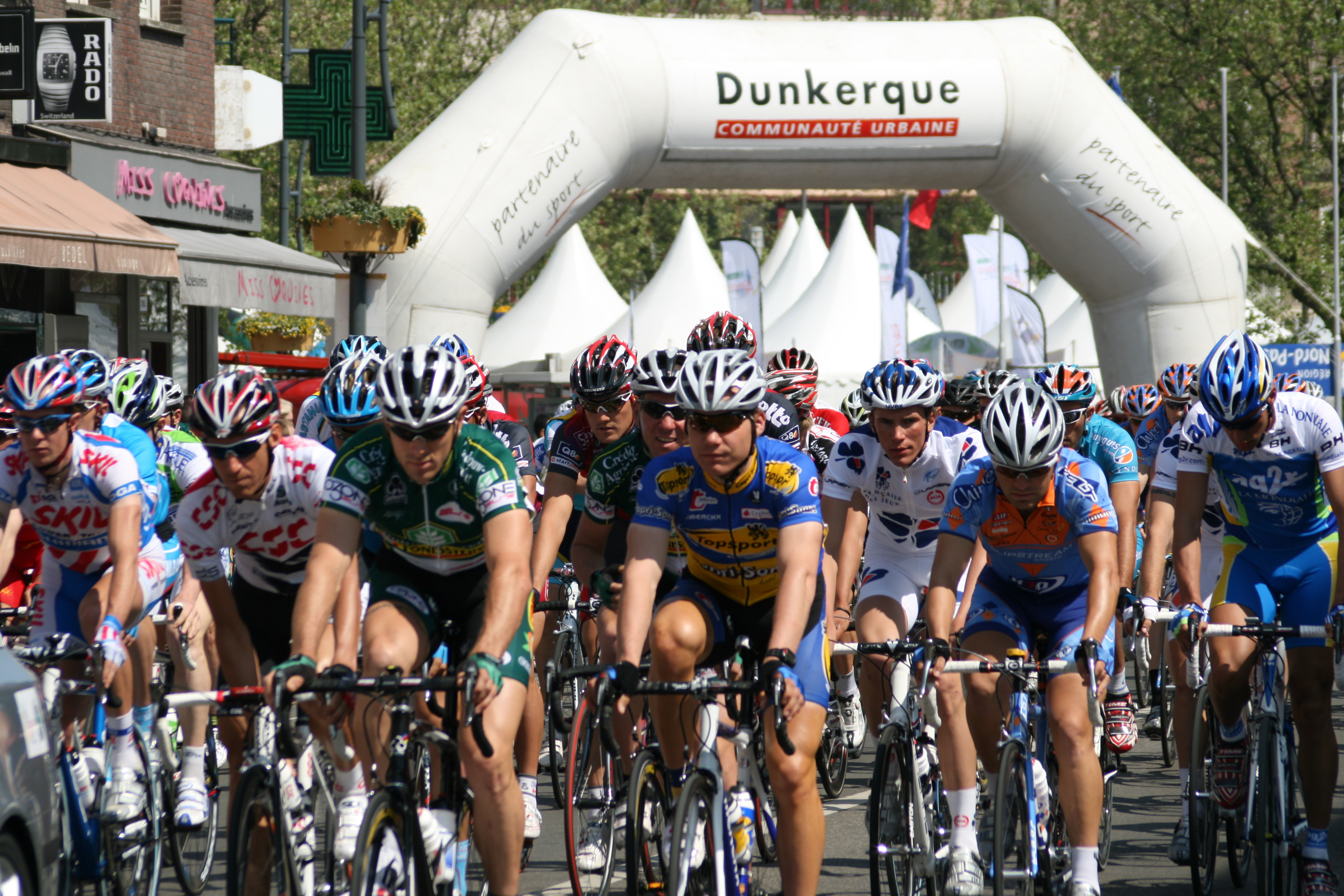
Start in Dünkirchen

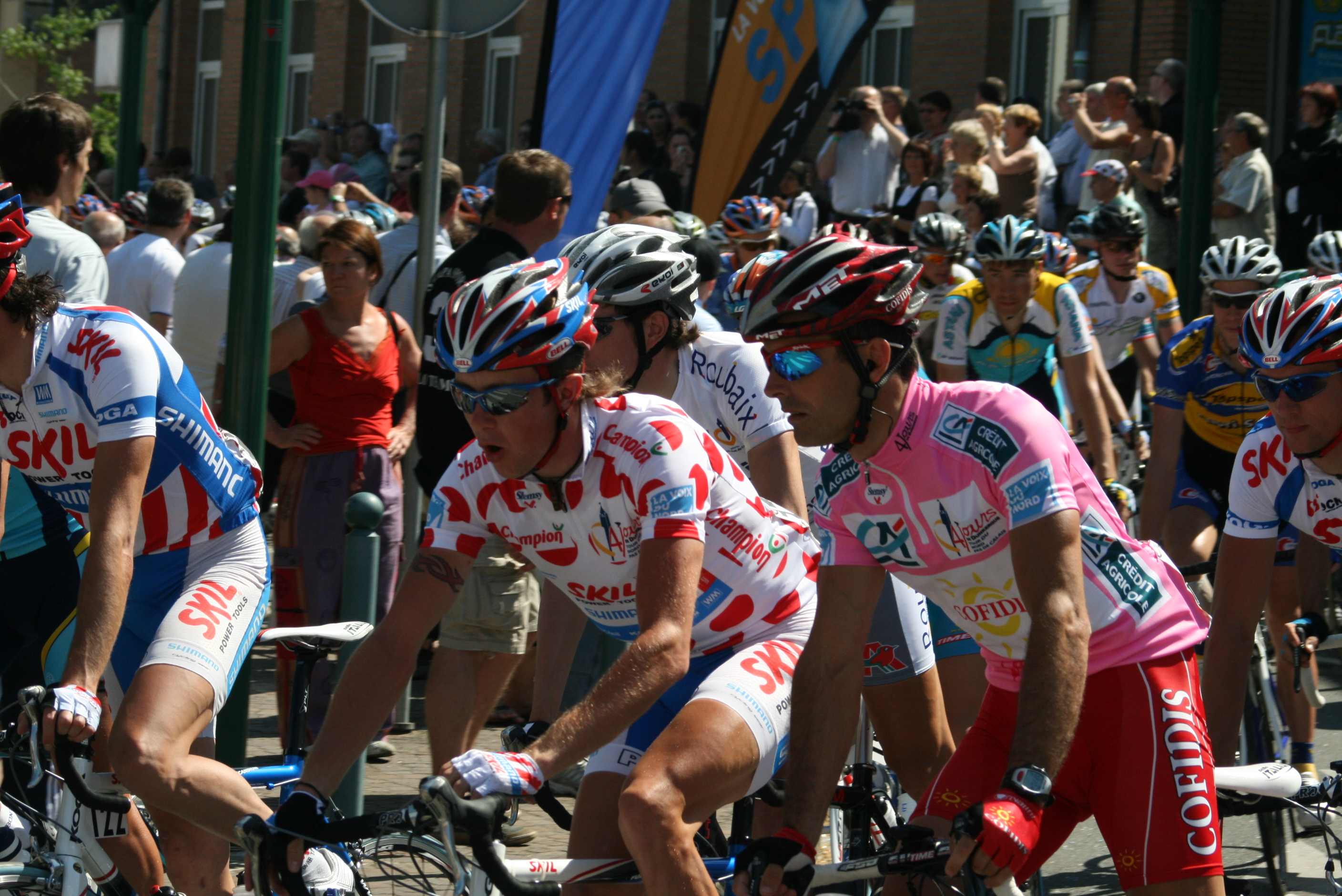
Clément Lhotellerie (li.) und Stéphane Augé (re.) während der 4. Etappe

| Etappe    | Tag     | Start – Ziel                         | km    | Etappensieger    | Führender     |
| --------- | ------- | ------------------------------------ | ----- | ---------------- | ------------- |
| 1. Etappe | 6. Mai  | Dünkirchen – Roost-Warendin          | 179,4 | Stéphane Augé    | Stéphane Augé |
| 2. Etappe | 7. Mai  | Hénin-Beaumont – Le Cateau-Cambrésis | 192,2 | Belgien          | Stéphane Augé |
| 3. Etappe | 8. Mai  | Le Cateau-Cambrésis – Saint-Quentin  | 193   | Kenny Dehaes     | Stéphane Augé |
| 4. Etappe | 9. Mai  | Wasquehal – Calais                   | 193   | Pierrick Fédrigo | Stéphane Augé |
| 5. Etappe | 10. Mai | Calais – Sangatte                    | 179,4 | Cyril Dessel     | Stéphane Augé |
| 6. Etappe | 11. Mai | Dünkirchen – Dünkirchen              | 128,4 | Thor Hushovd     | Stéphane Augé |